# Schatz von Quetta
Als der Schatz von Quetta wird in der Forschung der Fund eines vorgeschichtlichen Grabes und Depots mit reichen Beigaben in Quetta bezeichnet.
Beim Bau eines Hotels in Quetta (Belutschistan, Pakistan) stieß man im März 1985 auf ein Skelett, das zusammen mit Keramik und einen Kupfergefäß bestattet worden ist. In drei Meter Entfernung fand man ein Depot mit Schmuck und Gegenständen aus Gold, Halbedelsteinen, Kupfer, Elfenbein, zahlreiche Alabastergefäße, Spiegel und einem Sammlung von Stäben und Szeptern.
Unter den Objekten befinden sich zwei goldene Stierfiguren (jeweils 7,2 cm lang), die als Anhänger dienten und vor allem ein goldener mit Reliefs dekorierter Pokal (8,8 cm hoch), der eine Reihe von Löwen in erhabenen Relief zeigt. Der Fund datiert um 1900 v. Chr. und belegt das hohe kunsthandwerkliche Niveau und den Wohlstand in dieser Gegend. Die Steinstäbe waren eventuell Würdezeichen und mögen andeuten, dass der Schatz und das Grab einen lokalen Fürsten gehörte. Die Keramik und Stäbe ähneln denen von Schicht VIII in Mehrgarh in dessen Zeit dieser Fund deshalb einzuordnen ist.